# Ligne Kishigawa
La ligne Kishigawa (貴志川線) est une ligne ferroviaire de la préfecture de Wakayama au Japon. C'est l'unique ligne de la Wakayama Electric Railway. Le tracé de 14,3 km s'étend de la gare de Wakayama dans la ville de Wakayama jusqu'à la gare de Kishi dans le voisinage de Kinokawa. En tenant compte des terminus, la ligne Kishigawa comporte 14 gares. Son écartement des rails est de 1 067 mm. La ligne est à voie unique, et électrifiée en 1500 V CC. Jusqu'au 1er avril 2006, la ligne faisait partie du reseau de la compagnie Nankai.

## Historique
La Sando Light Railway Co. ouvrit le tronçon Wakayama - Sando entre 1916 et 1917, et étendit la ligne jusqu'à Kishi en 1933.
La ligne a été électrifiée en 600 V CC entre 1941 et 1943, et a été acquise par Nankai Electric Railway Co. en 1961.
Le contrôle de trafic centralisé a été mis en route en 1993, et la Wakayama Electric Railway Co. acquit la ligne en 2006, élevant la tension de la ligne à 1500 V CC en 2012 et mettant en place une exploitation à agent seul.

## Matériel roulant et service
La ligne Kishigawa utilise 6 rames automotrices à 2 caisses de la série 2270, initialement produits pour Nankai et transférés au nouvel opérateur en même temps que les voies et autres dépendances de la ligne Kishagawa. Certains des wagons ont été réhabilités suivant un design de Eiji Mitooka, qui a conçu  le tram "MOMO" de type 9200 du tramway d'Okayama et les trains de JR Kyushu, y compris le Shinkansen série 800 ; les autres wagons ont conservé leur ancien design. Le coût total du nouveau design est revenu à environ 380 000 dollars.
Le matin et le soir, le service a une fréquence de trois à quatre trains par heure. En dehors des heures de pointe, deux trains par heure sont assurés.

## Gares
| Gare             | Nom japonais   | Distance (km) | Distance entre les gares (km) | Correspondances                  | Localité |
| ---------------- | -------------- | ------------- | ----------------------------- | -------------------------------- | -------- |
| Wakayama         | 和歌山         | 0,0           | -                             | JR West : Hanwa, Kisei, Wakayama | Wakayama |
| Tanakaguchi      | 田中口         | 0,6           | 0,6                           |                                  | Wakayama |
| Nichizengū       | 日前宮         | 1,4           | 0,8                           |                                  | Wakayama |
| Kōzaki (ja)      | 神前           | 2,9           | 1,5                           |                                  | Wakayama |
| Kamayama         | 竈山           | 3,7           | 0,8                           |                                  | Wakayama |
| Kōtsū-Center-mae | 交通センター前 | 4,8           | 1,1                           |                                  | Wakayama |
| Okazaki-mae      | 岡崎前         | 5,4           | 0,6                           |                                  | Wakayama |
| Kire             | 吉礼           | 6,4           | 1,0                           |                                  | Wakayama |
| Idakiso          | 伊太祈曽       | 8,0           | 1,6                           |                                  | Wakayama |
| Sandō            | 山東           | 9,1           | 1,1                           |                                  | Wakayama |
| Ōike-Yūen        | 大池遊園       | 11,3          | 2,2                           |                                  | Kinokawa |
| Nishiyamaguchi   | 西山口         | 12,1          | 0,8                           |                                  | Kinokawa |
| Kanroji-mae      | 甘露寺前       | 13,1          | 1,0                           |                                  | Kinokawa |
| Kishi            | 貴志           | 14,3          | 1,2                           |                                  | Kinokawa |

## Faits notables
En plus du changement de design des wagons, le nouvel opérateur a mis en place des mesures pour attirer les passagers telles que :
- Avant que le train n'entre en gare de Kishi, ou après qu'il en parte, un arrangement de "Strawberry Fields Forever" par The Beatles est passé.
- La gare de Kishi a engagé un chat nommé Tama comme chef de gare en janvier 2007; une casquette de chef de gare miniature a été confectionnée pour le chat[4],[5]. Durant ses huit années de service, elle a ainsi incité 350 000 voyageurs supplémentaires à faire étape dans la province de Wakayama[6]. Nitama, qui était auparavant son adjoint, a été officiellement déclaré, le 11 août 2015, son successeur après une période de deuil de 50 jours[7],[8].

En effet, avant la reprise de la ligne en 2006, l'exploitation était largement déficitaire, perdant jusqu'à 4,7 millions de dollars par an.
L'ensemble des mesures aurait permis d'augmenter l'affluence de la ligne de 10%.